# Barbara Schüttpelz
Barbara Lewe-Pohlmann-Schüttpelz (Emsdetten, 9 settembre 1956) è un'ex canoista tedesca.
Ha vinto una medaglia d'argento nel K1 500 m e una di bronzo nel K2 500 m in coppia con Josefa Idem alle Olimpiadi di Los Angeles 1984.

## Palmarès
- Olimpiadi
  - Los Angeles 1984: argento nel K1 500 m e bronzo nel K2 500 m.